# Мартимпри, Эдмон-Шарль де
Эдмон-Шарль, граф де Мартимпри (16 июня 1808[…], Мо — 24 февраля 1883, VII округ Парижа) — французский офицер, дивизионный генерал. Участник Алжирских войн, Крымской войны, Австро-итало-французской войны. Сенатор Франции. Управляющий Дома Инвалидов.

## Биография
Эдмон-Шарль де Мартимпри родился в Мо, департамент Сена и Марна, 16 июня 1808 года. Сын Огюстена Доминика де Мартимпри, контролера округа Мо, и Анжелики Франсуазы Руайе де Молни. Его младший брат Ange Auguste de Martimprey (1809—1875), также окончил военную академия Сен-Сир, стал дивизионным генералом и великим офицером одена Почетного легиона.
Эдмон обучался в военной академии Сен-Сир с 1827 по 1829 год и стал 10-м в выпуске. Окончив училище в чине младшего лейтенанта, он был определён в январе 1829 года в штабную школу, затем направлен в 1831 году в 11-й линейный пехотный полк, где в 1832 году произведен в лейтенанты, в 1835 году был произведен в капитаны. Демонстрируя способности к топографии, он был назначен с 1832 по 1834 год в топографический отдел в Шампани и работал в этом регионе при составлении карты Франции.
С 1835 года служил в Алжире, с 1836 по 1845 год отвечал за топографическую службу Орана в Мерс-эль-Кебир. Участвовал в военных кампаниях по завоеванию Алжира, в частности в битве при Маскаре (1835), битве при Исли (1844), покорении войск Абд аль-Кадира (1847). В октябре 1845 года он был произведен в подполковники в распоряжение генерал-губернаторства Алжира. В июле 1846 года он был назначен начальником штаба дивизии Орана. В Африке он был начальником штаба у К. де Ламорисьера и Л. Кавеньяка.
Вернувшись во Францию в 1848 году, он был назначен в департамент кадров и военных операций в военном министерстве. Во время Июньского восстания 1848 года де Мартимпри сражался на улицах Парижа. 10 июля 1848 года он был произведен в полковники. 18 октября 1848 года он женился в Париже на Луизе Терезе Меснар де Шузи. Их детьми были Луи (1849-92), Альбер (1851—1931) и Шарль Огюст (1852—1935).[2] Он поддерживал политику принца Луи-Наполеона Бонапарта.
Назначенный начальником штаба алжирской армии в октябре 1851 года, он был произведен в бригадные генералы в августе 1852 года.
С 1853 года принимал участие в Крымской войне, на которой отвечал за тыловое обеспечение, и принял участие в битве при Альме в сентябре 1854 года. Участник Инкерманского сражения и сражения на Чёрной речке (во французской историографии Битва у трактира). Произведен в дивизионные генерал в июне 1855 года, участвовал в решающем штурме Севастополя в сентябре 1855 года.
В Австро-итало-французскую войну в 1859 году он участвовал в битве при Мадженте и руководил боевыми действиями в звании генерал-майора армии. Затем он участвовал в битве при Сольферино. В июле 1859 года он принял участие в заключении Виллафранкского перемирия, завершившего итальянскую кампанию 1859 года.
В августе 1859 года Наполеон III назначил его старшим командующим сухопутными и морскими силами в Алжире, затем в 1859 году командующим экспедиционным корпусом в Марокко, когда де Мартимпри вынужден был давать отпор обосновавшимся на алжирской территории марокканским племенам. Город Ахфир получил название Мартимпри-дю-Кисс, город Айн-эль-Хадид позже получит имя Мартимпри. Оба населённых пункта вернулись к своим первоначальным названиям после деколонизации. В 1860 году он был назначен заместителем губернатора Алжира при пожилом маршале Ж. Пелисье до его смерти 22 мая 1864 года. Был исполняющим обязанности генерал-губернатора Алжира с 22 мая 1864 года по сентября 1864 года .
1 сентября 1864 года он был назначен сенатором от Второй империи и заседал в сенате до сентября. С 1864 по 1867 год он командовал дивизией Меца.
В 1867 году проблемы со здоровьем вынудили его уйти в отставку. Назначенный начальником Дома инвалидов в апреле 1870 года, он должен был защищать Дом инвалидов и себя во время осады Парижа в 1870—1871 годах, а затем во время беспорядков Коммуны. Был в заключении у коммунаров с 26 апреля 1871 года и во время кровавой недели был приговорён к смертной казни. Ему чудом удалось спастись, так как задание по его казни было поручено одному из его бывших солдат в Алжире и Марокко. Он был освобождён 25 мая 1871 года будущим генералом Н. де Кастельно, тогда ещё офицером.
В 1871 году де Мартимпри был членом совета по расследованию капитуляций Страсбурга и Меца. Он оставался номинальным начальником по делам инвалидов до своей смерти в 1883 году.
Его похороны состоялись в Доме Инвалидов, их провёл кардинал Ж. Гвиберт, архиепископ Парижский в присутствии министра военно-морского флота Франции, маршалов П. Мак-Магона и Ф. Канробера и многочисленных военных деятелей. Похоронен в усыпальнице губернаторов, в соборе Сен-Луи-де-Инвалид.

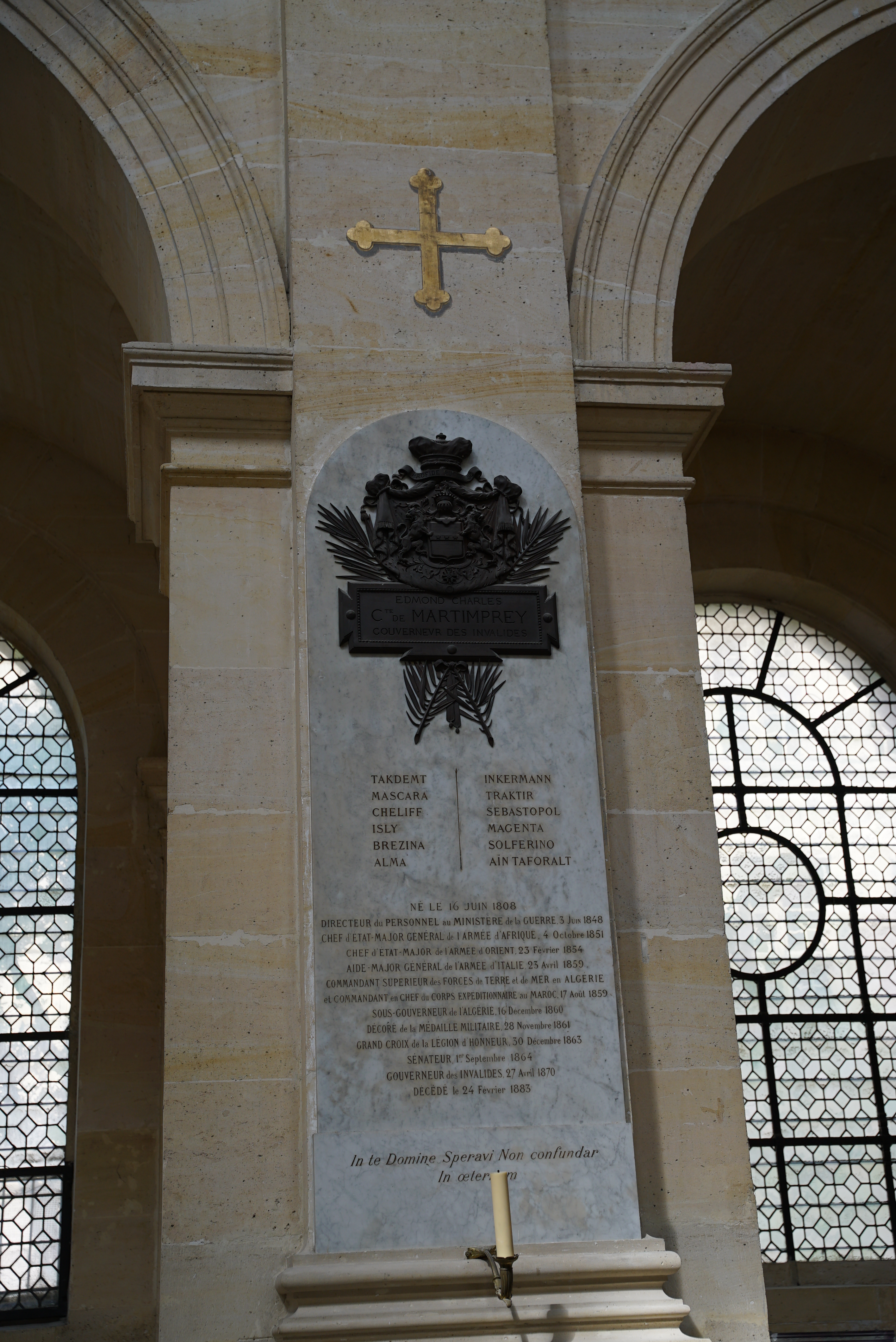
Персональная доска Э.-Ш. де Мартимпри в соборе Дома Инвалидов

## Награды
- Рыцарь (1836), офицер (1844), командор (1854), великий офицер (1859), и затем Большой крест (1863) Почетного легиона[8] ;
- Кавалер Ордена Бани (1856) ;
- Кавалер Военного ордена Савойи (1857) ;
- Большой крест ордена Святых Мориса и Лазаря Сардинских (1860) ;
- Военная медаль (1861) ;
- Большой крест ордена Меча Швеции (1861) ;
- Большой крест ордена Леопольда Бельгии (1863) ;
- Утверждение титула графа де Мартимпри, на наследственной основе, указом Президента Республики от 21 мая 1874 года.[9] .

## Память
- Он занесён на Доску почета Великой войны (1915—1919), в списке 1817 военнослужащих в 5-м томе и среди 1985 персон в Золотой книге Алжира.
- Улица в Мо, где он родился, носит его имя.

## Семья
Эдмон Шарль де Мартимпри женился 19 октября 1848 года на Луизе Терезе Меснар де Шузи (Париж, 10 апреля 1823 года — Шомон, 6 октября 1889 года), дочери Дидье Меснарда де Шузи, дворянина палаты короля Карла X, и Блондин Номпер де Шампаньи Кадоре.
По отцу она внучка Маргариты Виктории Ле Норманд де Флагак, предполагаемой дочери короля Людовика XV и Марии-Луизы О’Морфи. Через свою мать она является внучкой Жана-Батиста Номпера де Шампаньи, герцога Кадора, государственного советника, сенатора, министра, пэра Франции.
От этого брака родилось четверо детей. :
- Эдмон Луи де Мартимпри, капитан генерального штаба, депутат от Севера, кавалер ордена Почетного легиона[10] (Париж, 2 сентября 1849 — 22 сентября 1892), женат в 1876 году на Клотильде Брабант (1850—), дочери Жюль Брабант, промышленник, мэр Камбре, депутат от Севера, и Жозефина Лекре, чье потомство:
- Альбер де Мартимпри, подполковник драгун, рыцарь (1893), затем офицер (1909) ордена Почетного легиона[11] (Тенес, 7 мая 1851 г. — Париж, 7 мая, 5 января 1931 г.), женился в 1877 году на Мари-Терезе Тиссо де ла Барр де Мерона (1854—1902), дочь Анри Тиссо де ла Барр де Мерона и Кристин Эммери де Гролье. из которых потомство : они, в частности, родители Рене де Мартимпри.
- Огюст де Мартимпри, выпускник Сан-сира (класс 1872-74), капитан пехоты, мэр Эзонвилля и Берновиля, кавалер ордена Почётного легиона[12] (Баньерес де Люшон, 19 августа 1852 — замок Берновиль, 31 января 1935) женился в 1884 году на Валентине Хеннет де Берновиль (1862—1961), дочери Жюля Фердинанда Хеннета де Берновиль и Элизы Камбронн. из которых потомство : их сын Пьер де Мартимпри, также мэр Эзонвилля и Берновиля, будет расстрелян немцами 14 июня 1944 года за то, что спрятал в своем доме группу сопротивления, убившую немецкого солдата в городке[13] ;
- Тереза де Мартимпри, незамужняя (Оран, 16 ноября 1858 — Париж, 8, 29 декабря 1918)[14] .